# Fioletovka (Biləsuvar)
Fioletovka è un comune dell'Azerbaigian situato nel distretto di Biləsuvar. Conta una popolazione di 1 968 abitanti.